# Clasificación de OFC para la Copa Mundial de Fútbol de 2026
La Clasificación de OFC para la Copa Mundial de Fútbol de 2026 fue el torneo que determinó al equipo clasificado por parte de la OFC a la Copa Mundial de Fútbol de 2026 a realizarse en México, Estados Unidos y Canadá. La competencia inició en septiembre de 2024 y finalizó el 24 de marzo de 2025.
Un total de un cupo directo y uno al torneo de repechajes estaban disponibles para las selecciones miembros debido a la expansión de la Copa Mundial de Fútbol a 48 equipos en su fase final, por lo tanto la OFC tuvo asegurado al menos un seleccionado que represente a dicha confederación por primera vez en la historia.

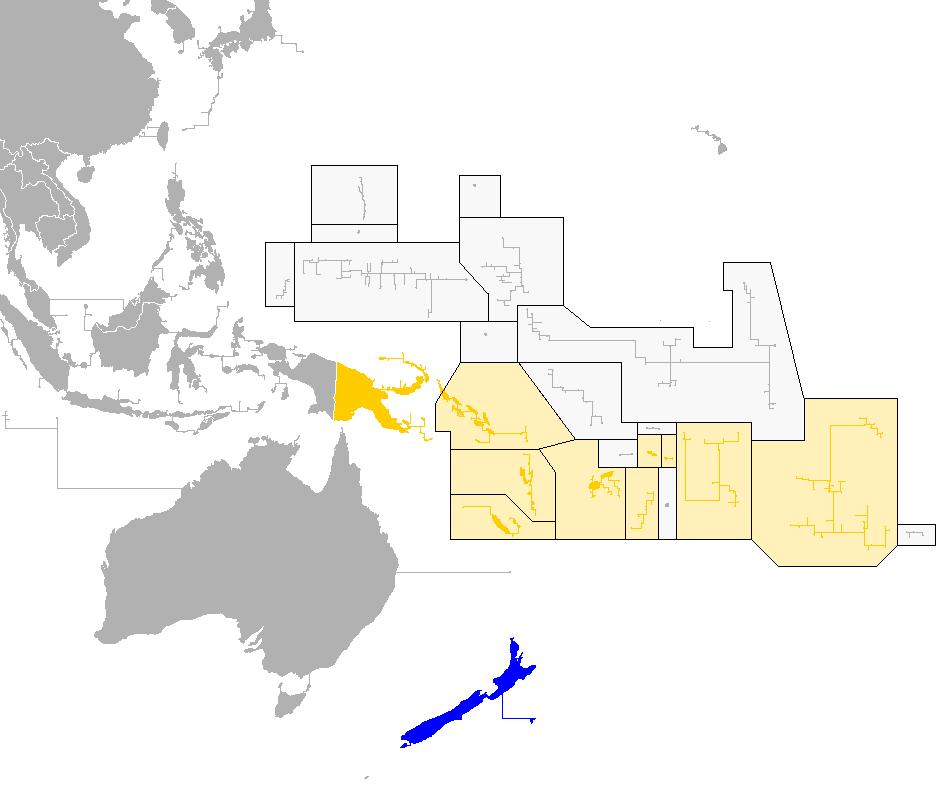
Clasificado
Aún puede clasificarse
Eliminado
No es parte de la OFC

## Equipos participantes
De las 13 asociaciones nacionales miembros de la OFC, son 11 las que participan en este proceso eliminatorio.
| Fiyi          | Nueva Caledonia    | Samoa           | Tonga   |
| Islas Cook    | Nueva Zelanda      | Samoa Americana | Vanuatu |
| Islas Salomón | Papúa Nueva Guinea | Tahití          |         |

## Calendario
A continuación se muestra el calendario del torneo de acuerdo a la FIFA y la OFC.
| Fase          | Partido     | Fechas internacionales según la FIFA | Sedes                              |
| ------------- | ----------- | ------------------------------------ | ---------------------------------- |
| Primera ronda | Semifinales | 6 de septiembre de 2024              | Samoa                              |
| Primera ronda | Final       | 9 de septiembre de 2024              | Samoa                              |
| Segunda ronda | Fecha 1     | 10-12 de octubre de 2024             | Fiyi y Vanuatu                     |
| Segunda ronda | Fecha 2     | 14-15 de noviembre de 2024           | Nueva Zelanda y Papúa Nueva Guinea |
| Segunda ronda | Fecha 3     | 17-18 de noviembre de 2024           | Nueva Zelanda y Papúa Nueva Guinea |
| Tercera ronda | Semifinales | 21 de marzo de 2025                  | Nueva Zelanda                      |
| Tercera ronda | Final       | 24 de marzo de 2025                  | Nueva Zelanda                      |

## Primera ronda
El sorteo de la primera ronda se realizó el 18 de julio de 2024. La primera ronda se jugó entre las cuatro asociaciones miembro con el ranking más bajo. Los partidos se llevaron a cabo en el mes de septiembre de 2024 en Samoa y avanzó a la segunda ronda el ganador de esta fase.

### Partidos
|  | Jornada 1               | Jornada 1               | Jornada 1               |               |       | Jornada 2               | Jornada 2               | Jornada 2               |  |
|  | 6 de septiembre de 2024 | 6 de septiembre de 2024 | 6 de septiembre de 2024 |               |       | 9 de septiembre de 2024 | 9 de septiembre de 2024 | 9 de septiembre de 2024 |  |
|  |                         |                         |                         |               |       |                         |                         |                         |  |
|  |                         |                         |                         |               |       |                         |                         |                         |  |
|  | Islas Cook              | Islas Cook              | 1                       |               |       |                         |                         |                         |  |
|  | Islas Cook              | Islas Cook              | 1                       |               |       |                         |                         |                         |  |
|  | Tonga                   | Tonga                   | 3                       |               |       |                         |                         |                         |  |
|  | Tonga                   | Tonga                   | 3                       |               | Tonga | Tonga                   | 1                       |                         |  |
|  |                         |                         |                         |               | Tonga | Tonga                   | 1                       |                         |  |
|  |                         |                         | Samoa (t. s.)           | Samoa (t. s.) | 2     |                         |                         |                         |  |
|  | Samoa Americana         | Samoa Americana         | Samoa (t. s.)           | Samoa (t. s.) | 2     | 0                       |                         |                         |  |
|  | Samoa Americana         | Samoa Americana         |                         |               |       | 0                       |                         |                         |  |
|  | Samoa                   | Samoa                   | 2                       |               |       |                         |                         |                         |  |
|  | Samoa                   | Samoa                   | 2                       |               |       |                         |                         |                         |  |
|  |                         |                         |                         |               |       |                         |                         |                         |  |

### Jornada 1
| Fecha                   | Lugar        | Equipo 1        |                            | Resultado |                  | Equipo 2 |
| ----------------------- | ------------ | --------------- | -------------------------- | --------- | ---------------- | -------- |
| 6 de septiembre de 2024 | Apia (Samoa) | Islas Cook      | Bandera de Islas Cook      | 1 – 3     | Bandera de Tonga | Tonga    |
| 6 de septiembre de 2024 | Apia (Samoa) | Samoa Americana | Bandera de Samoa Americana | 0 – 2     | Bandera de Samoa | Samoa    |

### Jornada 2
| Fecha                   | Lugar        | Equipo 1 |                  | Resultado |                  | Equipo 2 |
| ----------------------- | ------------ | -------- | ---------------- | --------- | ---------------- | -------- |
| 9 de septiembre de 2024 | Apia (Samoa) | Tonga    | Bandera de Tonga | 1 – 2     | Bandera de Samoa | Samoa    |

## Segunda ronda
A las siete selecciones clasificadas automáticamente se les sumó la ganadora de la primera ronda. Las ocho selecciones se dividieron en dos grupos de cuatro equipos cada uno. Los partidos se jugaron entre el 10 de octubre y el 18 de noviembre de 2024. Clasificaron a la tercera ronda los dos primeros de cada grupo.
     - Clasificados a la Tercera ronda.

### Grupo A
| Selección          | Pts. | PJ | PG | PE | PP | GF | GC | Dif |
| ------------------ | ---- | -- | -- | -- | -- | -- | -- | --- |
| Nueva Caledonia    | 7    | 3  | 2  | 1  | 0  | 7  | 4  | 3   |
| Fiyi               | 5    | 3  | 1  | 2  | 0  | 5  | 4  | 1   |
| Islas Salomón      | 3    | 3  | 1  | 0  | 2  | 4  | 5  | –1  |
| Papúa Nueva Guinea | 1    | 3  | 0  | 1  | 2  | 5  | 8  | –3  |

| Fecha                   | Lugar                               | Equipo 1           |                               | Resultado |                               | Equipo 2           |
| ----------------------- | ----------------------------------- | ------------------ | ----------------------------- | --------- | ----------------------------- | ------------------ |
| 10 de octubre de 2024   | Suva (Fiyi)                         | Nueva Caledonia    | Bandera de Nueva Caledonia    | 3 – 1     | Bandera de Papúa Nueva Guinea | Papúa Nueva Guinea |
| 10 de octubre de 2024   | Suva (Fiyi)                         | Islas Salomón      | Bandera de Islas Salomón      | 0 – 1     | Bandera de Fiyi               | Fiyi               |
| 13 de noviembre de 2024 | Puerto Moresby (Papúa Nueva Guinea) | Islas Salomón      | Bandera de Islas Salomón      | 2 – 3     | Bandera de Nueva Caledonia    | Nueva Caledonia    |
| 14 de noviembre de 2024 | Puerto Moresby (Papúa Nueva Guinea) | Papúa Nueva Guinea | Bandera de Papúa Nueva Guinea | 3 – 3     | Bandera de Fiyi               | Fiyi               |
| 16 de noviembre de 2024 | Puerto Moresby (Papúa Nueva Guinea) | Fiyi               | Bandera de Fiyi               | 1 – 1     | Bandera de Nueva Caledonia    | Nueva Caledonia    |
| 17 de noviembre de 2024 | Puerto Moresby (Papúa Nueva Guinea) | Papúa Nueva Guinea | Bandera de Papúa Nueva Guinea | 1 – 2     | Bandera de Islas Salomón      | Islas Salomón      |

### Grupo B
| Selección     | Pts. | PJ | PG | PE | PP | GF | GC | Dif |
| ------------- | ---- | -- | -- | -- | -- | -- | -- | --- |
| Nueva Zelanda | 9    | 3  | 3  | 0  | 0  | 19 | 1  | 18  |
| Tahití        | 6    | 3  | 2  | 0  | 1  | 5  | 3  | 2   |
| Vanuatu       | 3    | 3  | 1  | 0  | 2  | 5  | 11 | –6  |
| Samoa         | 0    | 3  | 0  | 0  | 3  | 1  | 15 | –14 |

| Fecha                   | Lugar                    | Equipo 1      |                               | Resultado |                               | Equipo 2      |
| ----------------------- | ------------------------ | ------------- | ----------------------------- | --------- | ----------------------------- | ------------- |
| 11 de octubre de 2024   | Port Vila (Vanuatu)      | Nueva Zelanda | Bandera de Nueva Zelanda      | 3 – 0     | Bandera de Polinesia Francesa | Tahití        |
| 12 de octubre de 2024   | Port Vila (Vanuatu)      | Vanuatu       | Bandera de Vanuatu            | 4 – 1     | Bandera de Samoa              | Samoa         |
| 14 de noviembre de 2024 | Hamilton (Nueva Zelanda) | Samoa         | Bandera de Samoa              | 0 – 3     | Bandera de Polinesia Francesa | Tahití        |
| 15 de noviembre de 2024 | Hamilton (Nueva Zelanda) | Nueva Zelanda | Bandera de Nueva Zelanda      | 8 – 1     | Bandera de Vanuatu            | Vanuatu       |
| 18 de noviembre de 2024 | Auckland (Nueva Zelanda) | Tahití        | Bandera de Polinesia Francesa | 2 – 0     | Bandera de Vanuatu            | Vanuatu       |
| 18 de noviembre de 2024 | Auckland (Nueva Zelanda) | Samoa         | Bandera de Samoa              | 0 – 8     | Bandera de Nueva Zelanda      | Nueva Zelanda |

## Tercera ronda
Los cuatro equipos provenientes de la segunda ronda avanzaron a semifinales y los ganadores de estas disputaron la final. El campeón clasificó a la Copa Mundial y el subcampeón clasificó al torneo de repechajes.

### Cuadro de desarrollo
|  | Semifinales         | Semifinales         | Semifinales         |               |    | Final               | Final               | Final               |  |
|  | 21 de marzo de 2025 | 21 de marzo de 2025 | 21 de marzo de 2025 |               |    | 24 de marzo de 2025 | 24 de marzo de 2025 | 24 de marzo de 2025 |  |
|  |                     |                     |                     |               |    |                     |                     |                     |  |
|  |                     |                     |                     |               |    |                     |                     |                     |  |
|  | 1A                  | Nueva Caledonia     | 3                   |               |    |                     |                     |                     |  |
|  | 1A                  | Nueva Caledonia     | 3                   |               |    |                     |                     |                     |  |
|  | 2B                  | Tahití              | 0                   |               |    |                     |                     |                     |  |
|  | 2B                  | Tahití              | 0                   |               | 1A | Nueva Caledonia     | 0                   |                     |  |
|  |                     |                     |                     |               | 1A | Nueva Caledonia     | 0                   |                     |  |
|  |                     |                     | 1B                  | Nueva Zelanda | 3  |                     |                     |                     |  |
|  | 1B                  | Nueva Zelanda       | 1B                  | Nueva Zelanda | 3  | 7                   |                     |                     |  |
|  | 1B                  | Nueva Zelanda       |                     |               |    | 7                   |                     |                     |  |
|  | 2A                  | Fiyi                | 0                   |               |    |                     |                     |                     |  |
|  | 2A                  | Fiyi                | 0                   |               |    |                     |                     |                     |  |
|  |                     |                     |                     |               |    |                     |                     |                     |  |

### Semifinales
| Fecha               | Lugar                      | Equipo 1        |                            | Resultado |                               | Equipo 2 |
| ------------------- | -------------------------- | --------------- | -------------------------- | --------- | ----------------------------- | -------- |
| 21 de marzo de 2025 | Wellington (Nueva Zelanda) | Nueva Caledonia | Bandera de Nueva Caledonia | 3 – 0     | Bandera de Polinesia Francesa | Tahití   |
| 21 de marzo de 2025 | Wellington (Nueva Zelanda) | Nueva Zelanda   | Bandera de Nueva Zelanda   | 7 – 0     | Bandera de Fiyi               | Fiyi     |

### Final
| Fecha               | Lugar                    | Equipo 1        |                            | Resultado |                          | Equipo 2      |
| ------------------- | ------------------------ | --------------- | -------------------------- | --------- | ------------------------ | ------------- |
| 24 de marzo de 2025 | Auckland (Nueva Zelanda) | Nueva Caledonia | Bandera de Nueva Caledonia | 0 – 3     | Bandera de Nueva Zelanda | Nueva Zelanda |

## Clasificado directamente al Mundial
| Bandera de Nueva Zelanda |
| Nueva Zelanda            |
| Clasificado: 24/3/2025   |
| 1.er puesto              |